# Aerangis
Aerangis is een geslacht van orchideeën uit de onderfamilie Epidendroideae. De meeste soorten komen voor in tropisch Afrika, maar ook op de Comoren, Madagaskar en Sri Lanka.

## Soorten
- Aerangis alcicornis (Rchb.f.) Garay, 1972
- Aerangis appendiculata  (De Wild.) Schltr., 1918
- Aerangis arachnopus (Rchb.f.) Schltr., 1918
- Aerangis articulata (Rchb.f.) Schltr., 1914
- Aerangis biloba (Lindl.) Schltr., 1915
- Aerangis bouarensis Chiron, 1998
- Aerangis boutonii (Rchb.f.) P.J.Cribb & Carlsward, 2012
- Aerangis bovicornu Hermans, 2021
- Aerangis brachycarpa (A.Rich.) Durand & Schinz, 1894
- Aerangis calantha (Schltr.) Schltr., 1918
- Aerangis carnea J.Stewart, 1979
- Aerangis citrata (Thouars) Schltr., 1914
- Aerangis collum-cygni Summerh., 1927
- Aerangis concavipetala H.Perrier, 1938
- Aerangis confusa J.Stewart, 1979
- Aerangis coriacea Summerh., 1952
- Aerangis coursiana (H.Perrier) P.J.Cribb & Carlsward, 2012
- Aerangis cryptodon (Rchb.f.) Schltr., 1914
- Aerangis decaryana H.Perrier, 1938
- Aerangis distincta J.Stewart & la Croix, 1987
- Aerangis divitiflora (Schltr.) P.J.Cribb & Carlsward, 2012
- Aerangis ellisii (Rchb.f.) Schltr., 1914
- Aerangis fastuosa (Rchb.f.) Schltr., 1914
- Aerangis flexuosa (Ridl.) Schltr., 1918
- Aerangis fuscata (Rchb.f.) Schltr., 1914
- Aerangis gracillima (Kraenzl.) J.C.Arends & J.Stewart, 1989
- Aerangis gravenreuthii (Kraenzl.) Schltr., 1918
- Aerangis hariotiana (Kraenzl.) P.J.Cribb & Carlsward, 2012
- Aerangis hildebrandtii (Rchb.f.) P.J.Cribb & Carlsward, 2012
- Aerangis hologlottis (Schltr.) Schltr., 1918
- Aerangis humblotii (Rchb.f.) P.J.Cribb & Carlsward, 2012
- Aerangis hyaloides (Rchb.f.) Schltr., 1914
- Aerangis jacksonii J.Stewart, 1978
- Aerangis kirkii (Rchb.f.) Schltr., 1918
- Aerangis kotschyana (Rchb.f.) Schltr., 1918
- Aerangis lacroixiae J.M.H.Shaw, 2013
- Aerangis luteoalba (Kraenzl.) Schltr., 1918
- Aerangis macrocentra (Schltr.) Schltr., 1915
- Aerangis maireae la Croix & J.Stewart, 1998
- Aerangis megaphylla Summerh., 1937
- Aerangis modesta (Hook.f.) Schltr., 1914
- Aerangis monantha Schltr., 1925
- Aerangis montana J.Stewart, 1979
- Aerangis mooreana (Rolfe) P.J.Cribb & J.Stewart, 1983
- Aerangis mystacidii (Rchb.f.) Schltr., 1917
- Aerangis oligantha Schltr., 1915
- Aerangis pallidiflora H.Perrier, 1938
- Aerangis pulchella (Schltr.) Schltr., 1915
- Aerangis punctata J.Stewart, 1986
- Aerangis rostellaris (Rchb.f.) H.Perrier, 1941
- Aerangis seegeri Senghas, 1983
- Aerangis somalensis (Schltr.) Schltr., 1918
- Aerangis spiculata (Finet) Senghas, 1972
- Aerangis splendida J.Stewart & la Croix, 1987
- Aerangis stelligera Summerh., 1954
- Aerangis stylosa (Rolfe) Schltr., 1915
- Aerangis thomsonii (Rolfe) Schltr., 1918
- Aerangis ugandensis Summerh., 1931
- Aerangis verdickii (De Wild.) Schltr. 1918

## Hybriden
- Aerangis × chirioana Bellone & Chiron
- Aerangis × isobyliae J.M.H.Shaw
- Aerangis × primulina (Rolfe) H.Perrier